# 津江神社 (八女市)
津江神社（つえじんじゃ）は、福岡県八女市（旧：八女郡黒木町）にある神社。

## 沿革
八女市黒木町今に所在する。平安時代末期の嘉応元年（1169年）2月、猫尾城（黒木城）初代城主・黒木大蔵大輔源助能（みなもとのすけよし）が創建したと伝わる。
助能は、後白河法皇（後鳥羽上皇とも）から姓や恩賞を賜るほどの武将であったが、あるとき豊後国の大友氏から疑いをかけられ、豊後国津江荘（現在の大分県日田市中津江村）に幽閉された。「無事に帰還できたら津江宮を黒木で祀る」と誓い、無事帰還した後に津江権現を勧請して津江神社を創建したという。

## 津江神社の樟

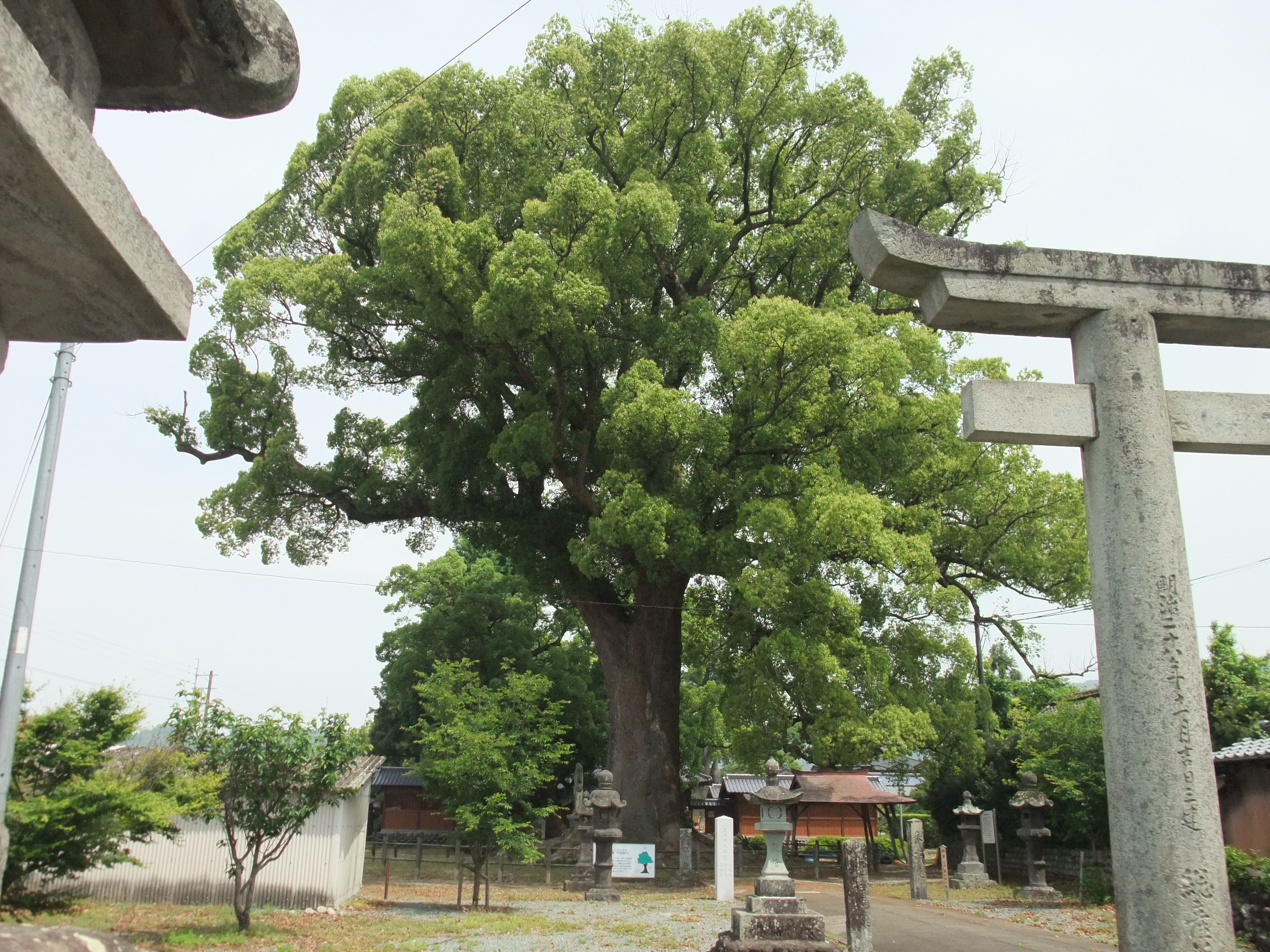
津江神社の樟

津江神社には、創建時に源助能が植えたとされる大クスがあり、八女市黒木地区のシンボルとなっている。
- 樹齢：約800年
- 樹高：約40m
- 幹周：約12m
- 根廻：約36m
- 枝張：約40m
- 昭和29年（1954年）12月13日：県の天然記念物に指定

## 交通アクセス

### バス
- 堀川バス羽矢線：JR九州鹿児島本線「羽犬塚駅」より約50分

### 自家用車
- 九州道：「八女IC」より約20分